# Scotopteryx alfacaria
Scotopteryx alfacaria là một loài bướm đêm trong họ Geometridae.